# صحيفة أساهي
صحيفة أساهي أو (باليابانية: 朝日新聞 أساهي شينبون) هي أحد أشهر خمسة صحف في اليابان. يبلغ عدد النسخ المتداولة منها حوالي 11.39 مليون نسخة يوميا ما يجعلها ثاني أكثر الصحف انتشارا في العالم بعد جريدة يوميوري.
لصحيفة أساهي علاقة تحالف مع هيرالد تريبيون الدولية التي تملكها نيويورك تايمز. وزعت أساهي أول مرة في أوساكا في 25 يناير 1879 على حجم أربع صفحات بيعت بسعر سن واحد (جزء من مائة جزء من الين) بمعدل 3000 نسخة للعدد.

## وصلات خارجية
- الموقع الرسمي لجريدة أساهي.

## إحالات
1. ↑  مذكور في: بوابة الرقم الدولي الموحد للدوريات. الرَّقم التَّسلسليُّ المِعياريُّ الدَّوليُّ (ISSN): 1045-5094. الناشر: ISSN International Centre. لغة العمل أو لغة الاسم: الإنجليزية.
2. ↑  باسم: Asahi shinbun, . أسماء بديلة: Asahi shimbun international edition, . مصنوع من مادة: طباعة فنية. مكان النشر: الولايات المتحدة.
3. ↑  تقرير عن أوضاع الصحف اليابانية. نسخة محفوظة 05 يناير 2010 على موقع واي باك مشين.